# Wilhelm von Hanno
Andreas Friedrich Wilhelm von Hanno, né le 15 décembre 1826 à Hambourg et mort le 12 décembre 1882 à Christiania, est un architecte allemand qui vécut à partir de 1850 en Norvège et y termina sa carrière.

## Biographie

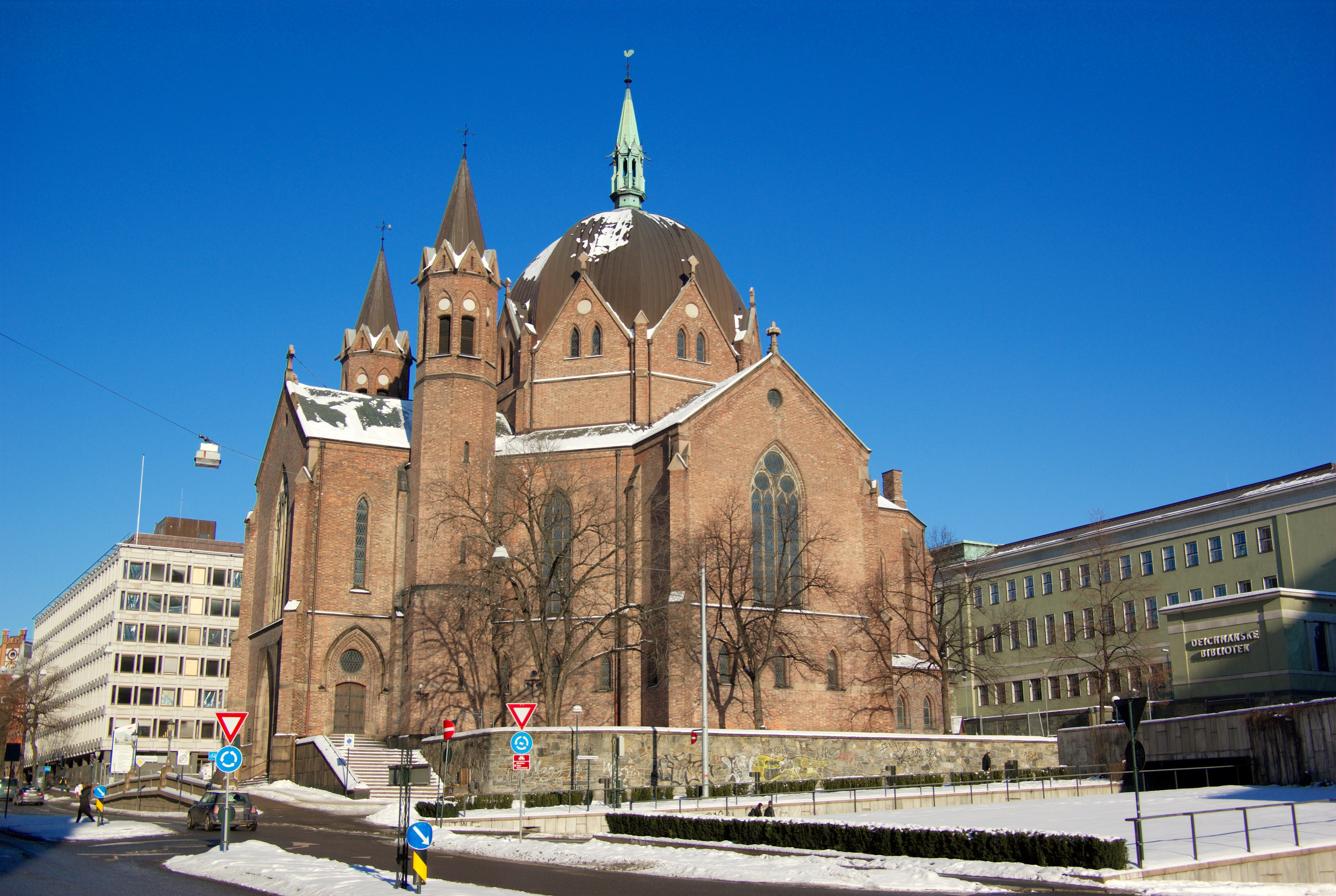
Vue de l'église de la Sainte-Trinité à Oslo

Hanno poursuit ses études d'art à la société patriotique de Hambourg fondée en 1765 en tant que graphiste, peintre puis architecte. Il est l'élève d'Alexis de Chateauneuf de 1843 à 1848. Ils partent ensemble en 1850 à Christiania, mais Chateauneuf tombe malade et Hanno continue ses travaux d'architecture et s'installe définitivement en Norvège. Il y construit une série d'édifices, avec parfois la collaboration d'Heinrich Ernst Schirmer. Il dessine aussi le premier timbre du pays en 1871 représentant le cor postal.
Hanno dessine en 1854 le monument du arc de méridien de l'arc géodésique de Struve à Hammerfest qui est terminé en 1856. C'est aujourd'hui le symbole en Norvège de la ville la plus septentrionale du pays. C'est depuis 2005 un monument protégé du patrimoine mondial de l'UNESCO.
Hanno et son compatriote Schirmer construisent ensemble l'église de la Sainte-Trinité d'Oslo inaugurée en 1858, dont les plans avaient été dessinés par Chateauneuf avant sa mort. Ils construisent aussi les premières gares du pays entre 1853 et 1864. Leurs bâtiments en bois servent d'exemple à nombre de bâtiments de province par la suite. 
Ils sont  aussi les auteurs de la restauration et de l'agrandissement de la citadelle d'Akershus entre 1858 et 1870, de la prison de Larvik, de la banque de crédit norvégienne (Den norske Creditbank) et d'un hôtel à la porte de Dronningen (1860-1913).
Wilhelm von Hanno construit aussi la future cathédrale Saint-Olaf d'Oslo (1856).

## Illustrations

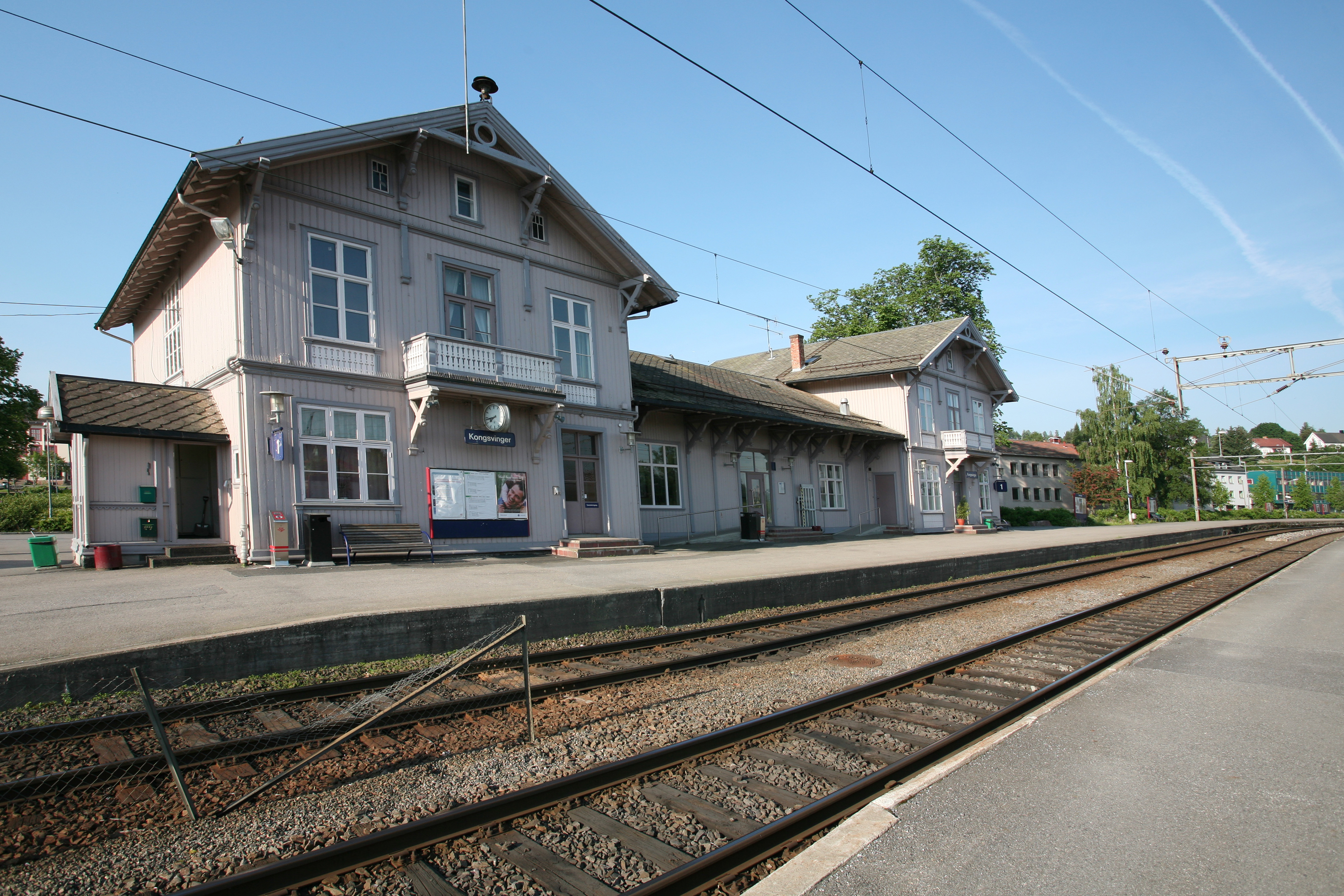
Vue de la gare de Kongsvinger
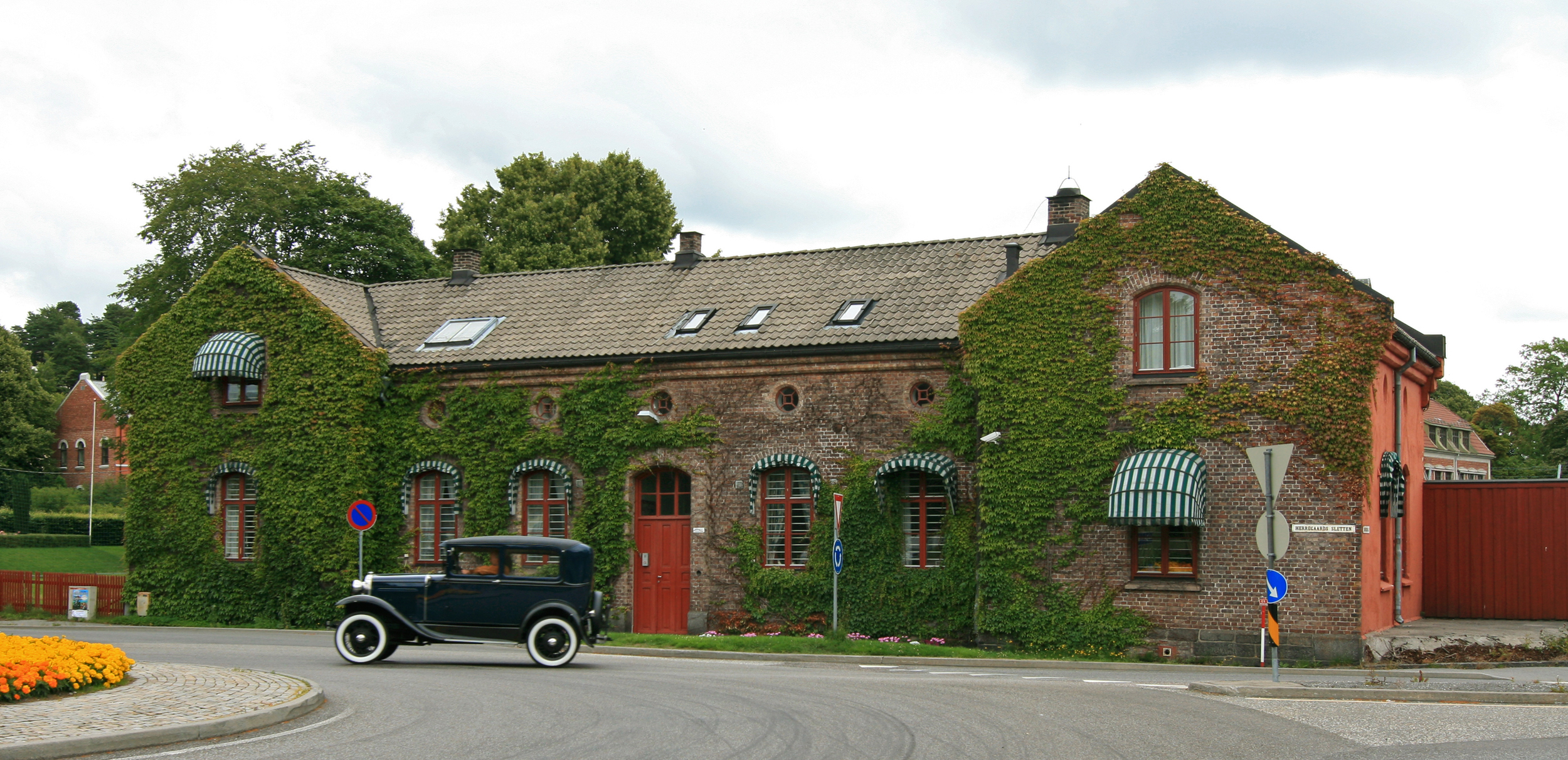
Vue de l'ancienne prison de Larvik (1866-1868)
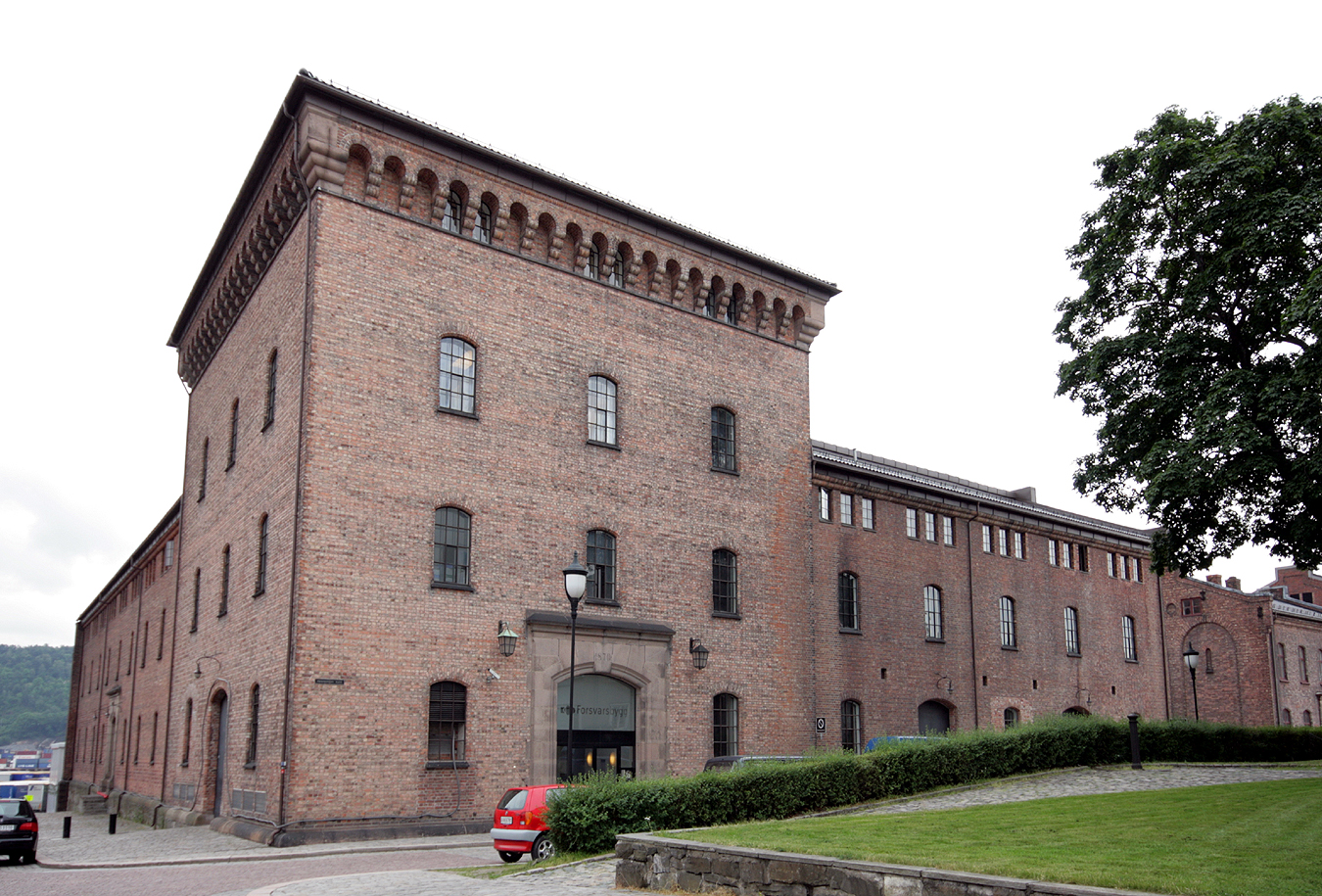
Vue du magasin d'artillerie d'Akershus (1870)
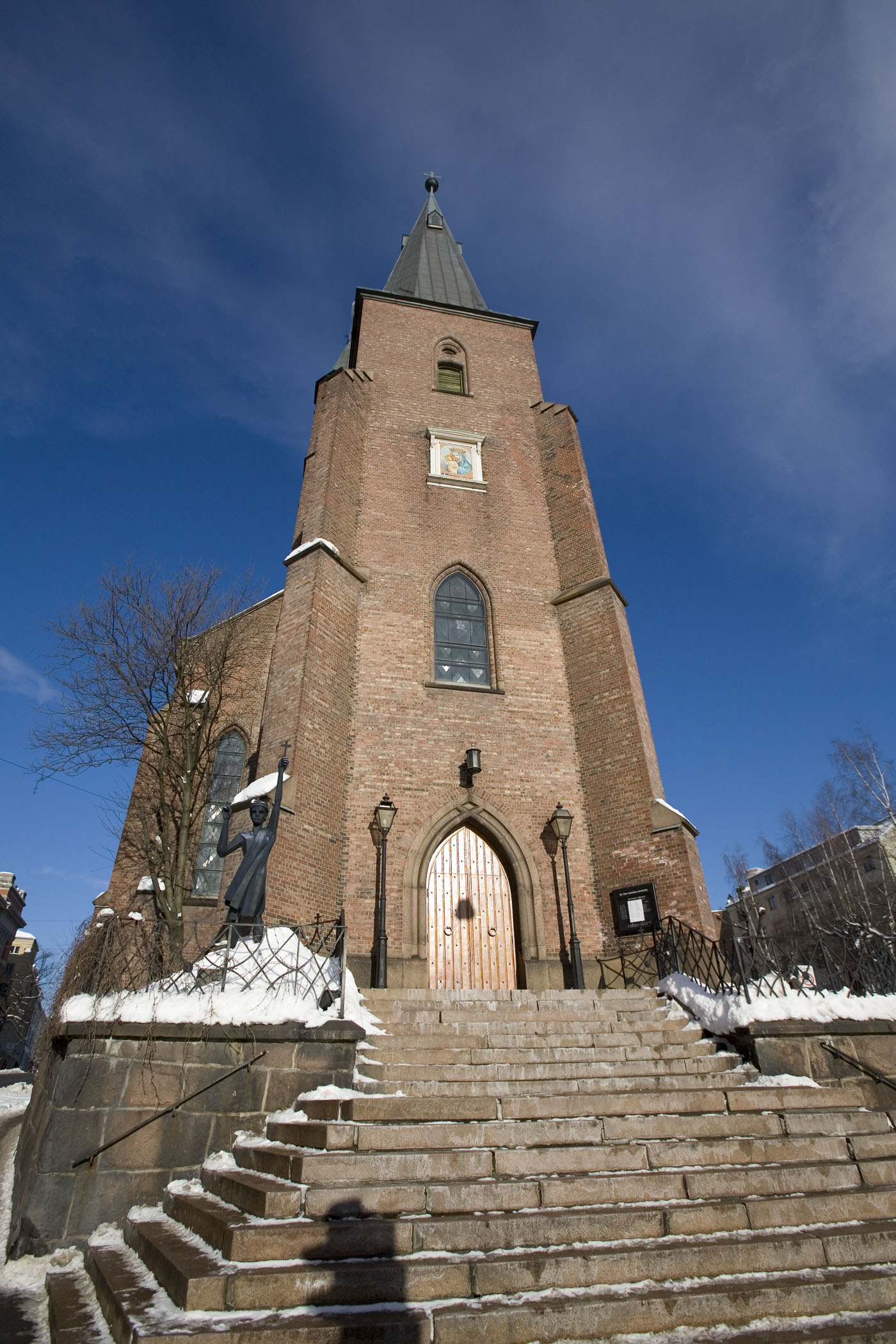
Vue de la cathédrale Saint-Olaf d'Oslo

## Famille
Wilhelm von Hanno épouse en 1859 Maria Theresia Pallenberg (1827-1898). Leur petit-fils Carl von Hanno est un peintre renommé. 
Hanno est enterré au cimetière Notre-Sauveur de Christiania (aujourd'hui Oslo).